# Axel Möllerhjelm
Axel Johan Adam Möllerhjelm, före adlandet 1809 Möller, född 16 januari 1787 i Västerhaninge socken, död 27 september 1846 i Stockholm, var en svensk militär och överståthållare.

## Biografi

### Familj
Möllerhjelm var son till biskopen i Visby stift Johan Möller och friherrinnan Ulrika Stromberg samt dotterson till kammarherren friherre Ulrik Alexander Stromberg. Han gifte sig 1815 med Maria Gardell, som var dotter till biskopen i Visby Nils Gardell och Brita Maria Fåhreus. Makarna hade tre barn. En dotter gifte sig med Arvid Gustaf Faxe och en annan dotter med Carl Fredrik Wilhelm von Tuné, medan en son drunknade vid Essingen i Mälaren nära Stockholm.

### Karriär
Möllerhjelm blev sergeant vid Göta livgarde 30 januari 1803 och livdrabant vid 
hertigens av Södermanland drabantkår 10 februari samma år. Han blev löjtnant vid Livregementets grenadjärer 5 maj 1806 och deltog i fälttåget i Norge 1808, varunder han i träffningen vid Toverud 19 april blev sårad och fången. Den 15 januari 1811 blev han kapten. Han deltog 1813 och 1814 i tyska och norska fälttågen och blev och 22 maj 1814 major i armén, vilken befordran konfirmerades 12 juli samma år. Han befordrades till överstelöjtnant i armén 11 maj 1818 och blev förste major vid grenadjärkåren 19 juni 1821. Möllerhjelm blev ledamot av Krigskollegium 26 april 1825 och var ledamot av arméns pensionskassedirektion mellan 1827 och 1837. Den 20 februari 1828 blev han överste i armén och den 28 januari 1836 chef för Västmanlands regemente. Han blev generaladjutant 4 juli 1836 och generalmajor och tillfällig president i Krigskollegium 1 september 1837. Möllerhjelm var tillförordnad överståthållare i Stockholm 21 juli 1838 till 29 oktober 1842. På begäran entledigades han från presidentämbetet 2 november 1838. Möllerhjelm var 1843–1846 generalbefälhavare över 6:e militärdistriktet.

### Ledamotskap och utmärkelser samt gravplats
Möllerhjelm blev ledamot av Krigsvetenskapsakademiens andra klass 29 april 1836 och dess första klass 30 september 1837. Han blev riddare av Svärdsorden 16 november 1814 och kommendör av samma orden 8 november 1838. Den 4 juli 1841 blev han kommendör med stora korset av samma orden. Han adlades 29 juni 1809 för faderns förtjänster och introducerades samma år under nummer 2202. Han adlades enligt § 37 Regeringsformen, som innebar att endast huvudmannen innehar adlig värdighet. När han avled 1846 slöt han således sin ätt.
Makarna Möllerhjelm är begravda på Norra begravningsplatsen utanför Stockholm.